# Аретуса Сиријска
Аретуса је био хеленистички град у Сирији. Лежао је на обали ријеке Оронт, 22 километра сјеверно од Емесе. Јужно од овога града протезала се граница између Сирије и Келесирије (грч. Κοίλη Συρία).

## Историја

### Антички период
Према римском историчару Апијану, Аретусу је основао Селеук I Никатор, родоначелник династије Селеукида, у 3. вијеку прије нове ере. Већина извора се слаже да је названа по граду Аретуса у Македонији, али други тврде да је име добио по истоименом извору на Сицилији. Овај град се на древном сиријском језику звао Араста и под тим именом се помиње у списима Првог васељенског сабора у Никеји, 325. године. 
Средином I вијека прије нове ере овдје се налазила прва престоница Емеског царства, вазалне државе Римског царства. Римски историчар Страбон изјавио је њиме добро управљао филарх Сампсикерам I од 64. до 63. године, када га је заузео римски генерал Помпеј. Сампсикерамиди су обновили власт над градом 46. п. н. е., за вријеме владавине Јамвлиха I. Током римског грађанског рата, који је избио послије убиства Јулија Цезара, становници града стали су на страну Марка Антонија, а против Октавијана. Без обзира на то, након Октавијанове побједе у бици код Акцијума, 31. године прије Христа, Аретуса је постала слободни град-држава. Међутим, вратила се под контролу Сампсикерамида једанаест година касније. Након тога, њен значај је опадао успоном оближње Емесе.
У III вијеку нове ере, римски цар Аурелијан боравио је у граду током војног похода против Зеновије, царице Палмире.

### Византијско доба
Аретуса је била сједиште хришћанских епископа до почетка 4. вијека. Међу учесницима Првог васељенског сабора у Никеји, 325. године, помиње се и епископ Евстатије Аретусијски.  
У вријеме цара Констанција II (337–361) епископ Марко Аретусијски разорио је неки пагански храм у граду и на његовом мјесту подигао хришћанску цркву. Осим тога, многе незнабошце је привео Христу. За владавине Јулијана Одступника (361–363), који се из хришћанства повратио на незнабоштво, широм царстава стадоше се отварати пагански храмови. Задобивши благонаклоност цара, незнабошци су захтијевали од аретусијског епископа да плати веома високу одшетету за порушени храм, што је овај одбио. Године 362. подвргнут је веома окрутном мучењу, како су забиљежили Свети Теодорит Кирски и Созомен. У Римском мартирологу Преподобни Марко Аретусијски помиње се 29. марта, са описом: „Свети Марко, епископ Аретусе у Сирији, који се у вријеме аријанске полемике чврсто држао православне вјере и био подвргнут тешком злостављању под Јулијаном Одступником.“ Свети Григорије Низијански га хвали као „изузетног и светог старца.“ Православна црква прославља га 29. марта. Монофизити у Сирији, Јерменији и Египту (Копти) прослављају га 20. марта.
Подјелом римске провинције Келесирије након  415. године, Аретуса је постала дио нове провинције Сирије Секунде или Сирије Салутарис, чији је главни град био Апамеја на Оронту (данашњи Калат ал-Мадик). Тако је епископско сједиште Аретуса постало суфраган митрополитске столице Апамеје, а не Антиохије.
Остали познати епископи у Аретуси су: други Марко, који је учествовао на Халкидонском сабору 451. године; Јевсевије, један од потписника писма које су епископи Сирије Секунде написали цару Лаву I Трачанину након убиства александријског патријарха Протерија; Северијан с почетка VI вијека; и Аврамије, који је хиротонисао свештеника Константина Апамејског, оптуженог за монотелизам на Трећем цариградском сабору (680–681) и потом искљученог из црквене заједнице. 
Током Првог крсташког похода Аретуса је постала сједиште римокатоличких бискупа.
Према раним муслиманским географима, Аретуса је, упркос снажним утврђењима и великом гарнизону, брзо освојена, а затим уништена од стране снага Абу Убаиде током муслиманског освајања Сирије 634. године, док је Омар ибн ел-Катаб био калиф. 